# رون أندرسون (مغني)
رون أندرسون (بالإنجليزية: Ron Anderson)‏ هو مغني أمريكي، ولد في 18 أكتوبر 1945.